# Biocontaminant
Un biocontaminant est un agent polluant d'origine biologique.
On y trouvera essentiellement les contaminants suivants :
- microbes (virus, bactéries, organismes unicellulaires, légionelle, etc.) ;
- moisissures ;
- allergènes (poils, plumes, squames, etc.).

Leurs origines sont diverses : animaux (chiens, chats, oiseaux, etc.), végétaux (odeurs, allergènes), matériaux des bâtiments, et leurs effets peuvent être aggravés par les modes de chauffage (température, humidité), le degré d'aération, les moquettes et les tissus (acariens).
Leurs effets sur la santé humaine peuvent être :
- des infections (type de contagion classique de la grippe, de la pneumonie, de la légionellose, etc.) ;
- des inflammations (bronchites, rhinites, conjonctivites, etc.) ;
- des maux de tête ;
- des allergies pouvant aller jusqu'à une aggravation de l'asthme.

Les modes de prévention ou de lutte concerneront :
- l'élimination des sources de biocontaminants (animaux, végétaux) ;
- un choix judicieux des matériaux des locaux ;
- des conditions de température ou de ventilation permettant de limiter le développement ou la prolifération des biocontaminants ;
- des nettoyages réguliers et efficaces (vapeur, produits spécifiques, etc.).